# Джорджія Бол
Джорджия Бол (англ. Georgia Bohl, нар. 11 квітня 1997) — австралійська плавчиня.
Учасниця Олімпійських Ігор 2016 року.
Переможниця Ігор Співдружності 2018 року.